# Isak Isthmenius
Isak Jacobi Isthmenius Sudermannus, född 26 februari 1610 i Ösmö prästgård, Ösmo, död 27 januari 1658 i Örebro, var en svensk professor, rektor för Uppsala universitet, och prost.
Isak Isthmenius var son till kyrkoherden Jacobus Andreae Gavaliensis, borgarson från Gävle, och en dotter till kyrkoherden Sigvardus i Simtuna socken. Isak Isthmenius, som upptog efternamnet efter Ösmo prästgård där han föddes, studerade vid Uppsala universitet där han 1632 lade fram Brevis dehortatio a gula et ebrietate för Johannes Loccenius. Han prästvigdes 1638, och promoverades året därefter till filosofie magister varefter han blev adjunkt vid universitetet i teologi.
Han utsågs 1641 till professor i fysik (philosophie et naturalis), och han författade Physica på Swenska, den första läroboken i fysik på svenska som användes i undervisningen och inte blivit censurerad. Under åren 1640–1655 lades 48 dissertationer fram i fyisk, vilket till en stor del kan bero på Isthmenius lärobok. 1649 promoverade Isthmenius 19 magistrar (ultimus var Marcus Simming), och kallas då dekan. 1648 och 1655 var han rektor för Uppsala universitet. Sedermera blev Isthmenius prost i Örebro, men han avled redan 1658.
Han var gift med Anna Gestricia, dotter till Ericus Olai Gestricius och Anna Fromme, och fick med henne flera barn, däribland Jacob Reenhielm som adlades och blev riksantikvarie. Änkan gifte om sig med Olof Verelius.
Johannes Jacobi Bureus höll likpredikan över Isthmenius i Uppsala den 14 februari 1658.